# Parafia Najświętszego Serca Pana Jezusa w Wojcieszkowie
Parafia Najświętszego Serca Pana Jezusa w Wojcieszkowie – parafia rzymskokatolicka w Wojcieszkowie.
Parafia erygowana w 1437 roku. Obecny kościół parafialny murowany w stylu neoromańsko-neogotyckim, wybudowany w latach 1898–1899, staraniem ks. Tadeusza Leszczyńskiego, konsekrowany w 1900 roku przez bpa Franciszka Jaczewskiego.
Terytorium parafii obejmuje: Wojcieszków, Bystrzycę, Ciężkie, Glinne, Helenów, Hermanów, Kolonię Bystrzycką, Marianów, Nowinki, Oszczepalin Pierwszy, Otylin, Siedliska, Wolę Bobrową, Wolę Burzecką, Wolę Bystrzycką oraz Zofijówkę.

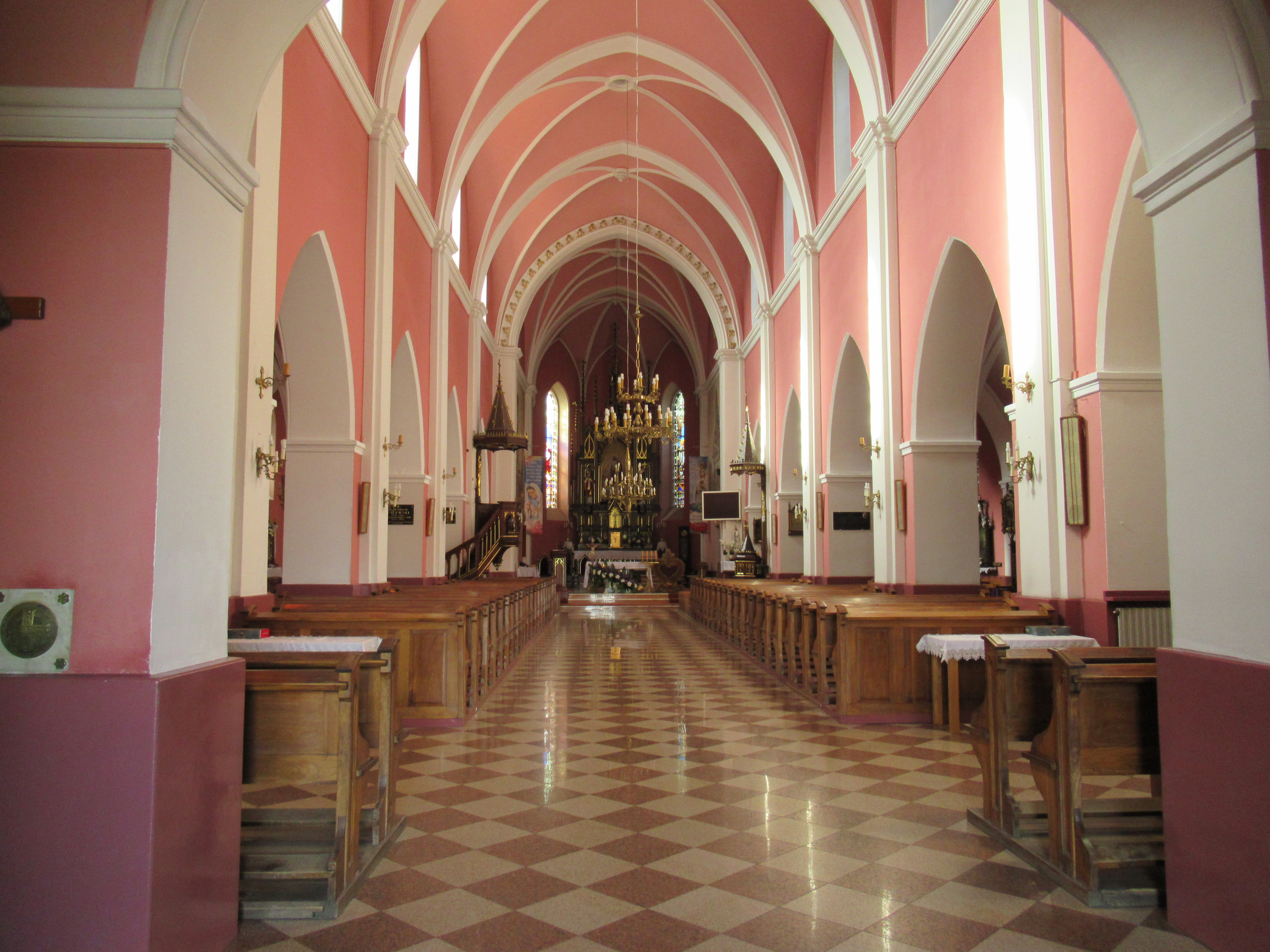
Nawa główna kościoła